# شهرستان زاوه
شهرستان زاوه یکی از شهرستان‌های استان خراسان رضوی می‌باشد. این شهرستان تا آبان ماه ۱۳۸۷، یکی از بخش‌های شهرستان تربت حیدریه بود که در این تاریخ به شهرستان ارتقا یافت. مرکز این شهرستان، شهر دولت‌آباد می‌باشد. این شهرستان در سال ۱۳۸۷ از شهرستان تربت حیدریه جدا و مستقل شده‌است.

## جمعیت
طبق سرشماری عمومی نفوس و مسکن (۱۳۹۵) جمعیت شهرستان ۶۷٫۶۹۵ نفر (در ۲۰٫۰۶۳ خانوار) بوده‌است. از این تعداد ۳۴٫۱۸۳ نفر مرد و ۳۳٫۵۱۲ نفر زن بوده‌اند.

## موقعیت
زاوه، از شمال با شهرستان فریمان و شهرستان تربت جام، از غرب با شهرستان تربت حیدریه، از جنوب با شهرستان رشتخوار و خواف و از شرق با شهرستان باخرز و تربت جام همسایه است.
وسعت این شهرستان ۲۵۷۵ کیلومتر مربع می‌باشد. این شهرستان از دو بخش مرکزی و سلیمان تشکیل شده‌است.

### آب و هوا
میانگین دمای سالانه ۲۸ درجه سانتیگراد می‌باشد.